# André-Paul Zeller
André-Paul Zeller (* 25. März 1918 in La Neuveville; † 8. April 2005 in Ollon-Les Fontaines) war ein Schweizer Maler, Zeichner, Bühnenbildner, Objektkünstler und Schöpfer zahlreicher Klangskulpturen, der Hydromobile.

## Leben und Werk
André-Paul Zellers Vater war Postbeamter und stammte aus einer Winzerfamilie. Die Mutter kam aus einer Uhrenmacherfamilie. Zeller, der in Sigriswil heimatberechtigt war, wuchs in La Neuveville auf und besuchte von 1925 bis 1935 das Collèges et écoles de Lausanne. Zeller spielte – wie sein Onkel, der Musiker war – mehrere Musikinstrumente. Seinen Wunsch, Komponist zu werden, gab er auf, da sein Vater ihn zu einer Dekorateur- und Schildmalerausbildung an der Kunstgewerbeschule in Vevey riet. Die vierjährige Ausbildung schloss Zeller 1939 mit Auszeichnung ab.
Anschliessend arbeitete er als Dekorateur für verschiedene Theater. So schuf er Theaterdekorationen für Daniel Fillion (1916–1999) und Charles Apothéloz. Zudem arbeitete er zehn Jahre lang mit dem Theaterregisseur, Komödianten und Hörspielautor Paul Pasquier (1904–1982) am Stadttheater Lausanne zusammen. Für das von Jean Daetwyler komponierte Chanson Du Rhône à Sierre schuf Zeller für die erste Aufführung das Bühnenbild und die Kostüme. In der Folge begann Zeller selbst mit der Schauspielerei, schrieb das Theaterstück Dreissig Kronen und drei Nägel und träumte davon, Theaterregisseur zu werden.

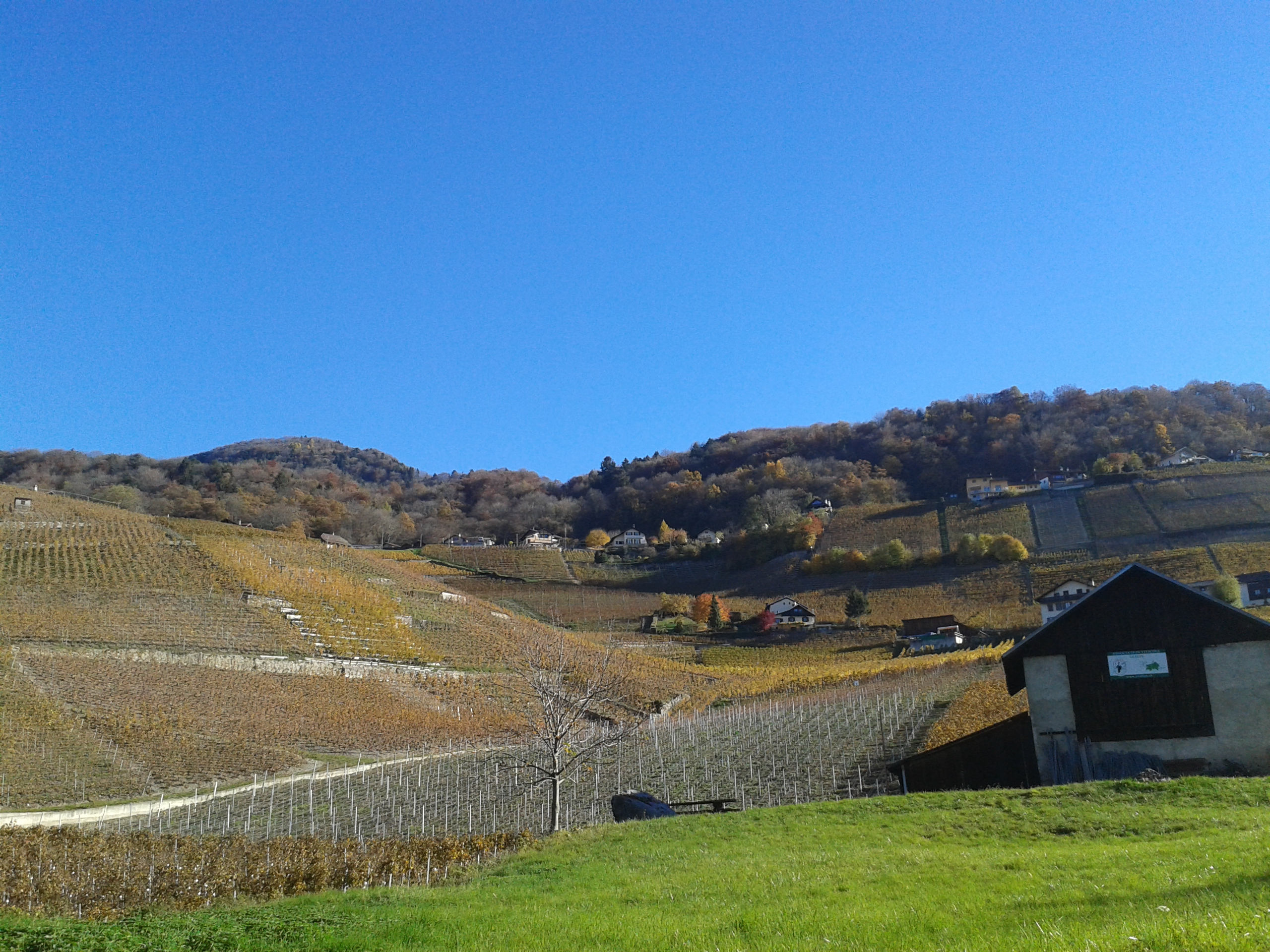
Ollon, vignoble d’Antagnes und Les Fontaines

Anfang der 1950er-Jahre zog Zeller nach Sitten in das Quartier Muraz und widmete sich ganz der Malerei. Anfänglich malte er im gegenständlichen-figurativen, später im expressionistischen, anschliessend im tachistisch-abstrakten Stil. Seine Bilder stellte er in Bistros und bei sich zu Hause aus. An seiner ersten Ausstellung lernte er seine zweite Frau kennen, die ihn 41 Jahre begleitete und unterstützte. 1957 zog das Ehepaar nach Monthey.
Als nonkonformistischer Künstler schuf Zeller Ende der 1950er-Jahre erste mobile Skulpturen. Anders als sein Vorbild Jean Tinguely wollte er bewegliche, tönende, «komponierende» Klangskulpturen schaffen, die keine repetierende, sondern unvorhergesehene Bewegungen ausführten. In der Folge experimentierte er mit verschiedenen Werkstoffkombinationen. So entstanden tönende Skulpturen, die u. a. durch Uhrwerke, mit Wasser gefüllte komplexe Röhrensysteme, durch Wind und Hitze in Bewegung gehalten werden. In der Folge erhielt Zeller zahlreiche öffentliche Aufträge und wurde zu zahlreichen Gruppenausstellungen eingeladen.  
1965 liess sich das Ehepaar in einem alten Winzerhaus in Les Fontaines in Antagnes nieder, wo sie einen 400 Quadratmeter grossen Rebberg kultivierten. 1971 organisierte Zeller mit André Raboud, Leo Andenmatten, Angel Duarte, Paul Messerli, Jean- und Claude Rouiller eine der ersten Gruppenausstellungen nicht-figurativer Kunst im Wallis. Zu seinem 80. Geburtstag fand 1998 in Sitten eine grosse Retrospektive seiner Werke statt.
Die Schweizerische Theatersammlung in Bern, das Museum der Schönen Künste in Moutier und das Kantonale Kunstmuseum in Sitten beherbergen Werke von André-Paul Zeller.